# نهر باسنغين
نهر باسنغين هو نهر في شمال سومطرة، إندونيسيا.

## الجغرافية
يتدفق النهر في المنطقة الشمالية من سومطرة التي يغلب عليها مناخ الغابات المطيرة الاستوائية (المصنفة باسم Af في تصنيف مناخ كوبن-جيجر). ويبلغ متوسط درجة الحرارة السنوية في المنطقة 25 درجة مئوية. والشهر الأكثر دفئًا هو يوليو، حيث يبلغ متوسط درجة الحرارة نحو 27 درجة مئوية، وأبرد شهر هو يناير، عند 24 درجة مئوية. ويبلغ متوسط هطول الأمطار السنوي 2431 ملم. والشهر الأكثر أمطارًا هو ديسمبر، حيث يبلغ متوسط هطول الأمطار 415 ملم، والأكثر جفافًا هو يوليو، حيث يبلغ متوسط هطول الأمطار 106 ملم.